# Mezia
A Mezia a Malpighiales rendjébe és a malpighicserjefélék (Malpighiaceae) családjába tartozó nemzetség.

## Rendszerezés
A nemzetségbe az alábbi 9 faj tartozik:
- Mezia angelica W.R. Anderson
- Mezia araujoi Schwacke ex Nied. - típusfaj
- Mezia curranii W.R.Anderson
- Mezia huberi W.R.Anderson
- Mezia includens (Benth.) Cuatrec.
- Mezia mariposa W.R. Anderson
- Mezia rufa W.R.Anderson
- Mezia russellii W.R. Anderson
- Mezia tomentosa W.R. Anderson